# Florian Bergmann (Musiker)
Florian Bergmann (* 1984 in Berlin) ist ein deutscher Jazz- und Improvisationsmusiker (Altsaxophon, Bassklarinette, Klarinette, auch Flöte) und Komponist.

## Leben und Wirken
Bergmann studierte zwischen 2004 und 2009 an der Hochschule für Musik „Hanns Eisler“ Berlin und der Universität der Künste Berlin. Beeinflusst von seinem Lehrer Frank Gratkowski verfolgt er auf den Blattinstrumenten einen mikrotonalen und auf Klangerweiterung setzenden Ansatz. Seit 2008 ist er in der Formation Fo[u]r Alto aktiv. Unter eigenem Namen legte er 2010 das Album Rendez-Vous (Umlaut Records) vor, das Duette mit Almut Kühne (Stimme), Benjamin Weidekamp (Klarinette), Matthias Müller (Posaune), Gregoire Simon (Bratsche), Antonio Borghini (Kontrabass), Frank Gratkowski (Bassklarinette), Christian Marien (Drums), Hannes Lingens (Akkordeon) und Clement Nourry (Gitarre) enthält. 2015 folgte das Album Cobalt Cluster mit freien Improvisationen und Kompositionen für Quartett.
Bergmann komponierte Werke für Jazzgruppen und unterschiedliche Ensembles zeitgenössischer Musik, darunter auch für das von ihm gegründete Trio Transmitter (mit Benedikt Bindewald und Alba Gentili-Tedeschi), mit welchem er 2016 bei Neos Music das Album Camera obscura veröffentlichte. Seit 2011 arbeitet er in Sonic Essence, einem elektroakustischen Forschungsprojekt, mit Klängen des Alltags, aus denen er Kompositionen schafft; das Werk Schall und Rauch – Version Umlaut für Instrumentalensemble und Sampler wurde 2018 in Paris uraufgeführt.
Als Komponist, Regisseur und Performer ist er weiterhin in interdisziplinären Bühnenstücken tätig, u. a. in seiner Performance Perspectives für Tanz, Video und zwei Musiker, die im Berliner Ballhaus Ost uraufgeführt wurde. Er komponierte auch für das Theater und den Film. Gemeinsam mit Benedikt Bindewald schuf er die Musik für die Produktion Klangquadrat, ein Musiktheaterstück für Kinder ab 2 Jahren.
Weiterhin war er in Jörg Schippas Gruppe UnbedingT, in einem Saxophonensemble um Hayden Chisholm (Auto-Poetica), in Frank Gratkowskis Fo[u]r Alto und im Sextett Pin Addix um den Trompeter Sebastian Piskorz tätig. Weiterhin arbeitete er außerdem mit Joris Rühl, Pierre Borel, Sven-Åke Johansson (Das Marschorchester, 2017), Simon Rummel, Antonin Gerbal, Sébastien Beliah, Andreas Willers und Meinrad Kneer.

## Preise und Auszeichnungen
Bergmann wurde mit dem Hanns-Eisler-Preis für zeitgenössische Interpretation 2011 ausgezeichnet.

## Diskographische Hinweise
- Jörg Schippa's UnbedingT: UnbedingT (Konnex Records, 2010, mit Christian Marien, Jürgen Kupke)
- Fo[u]r Alto: 4 Compositions by Frank Gratkowski (Leo Records, 2012, mit Frank Gratkowski, Benjamin Weidekamp, Christian Weidner)
- Cobald Cluster (Umlaut Records 2015, mit Matthias Müller, Antonio Borghini, Hannes Lingens)
- Pin Addix: The Chamber Momentum (Unit Records, 2015, mit Florian Bensch, Nils Marquardt, Felix Jacobi, Christian Hiltawsky)
- Trio Transmitter/(Werke von) Florian Bergmann, Markus Wettstein, Nuria Núñez Hierro, Hanna Hartman, Benedikt Bindewald: camera obscura (Neos, 2016)